# غیرمنتظره (فیلم ۲۰۱۵)
غیرمنتظره (انگلیسی: Unexpected) یک فیلم درام آمریکایی محصول ۲۰۱۵ به کارگردانی کریس سوانبرگ و نویسندگی مشترک سوانبرگ و مگان مرسیه است. کوبی اسمالدرز در نقش معلمی در دبیرستانی در شهر شیکاگو بازی می‌کند که ناخواسته باردار می‌شود. یکی از شاگردان او، جاسمین (گیل بین)، نیز به‌طور غیرمنتظره ای باردار است و این دو از طریق برنامه‌ریزی برای آینده خود به هم پیوند می‌خورند. این فیلم اولین نمایش جهانی خود را در جشنواره فیلم ساندنس ۲۰۱۵ در ۲۵ ژانویه ۲۰۱۵ داشت. این فیلم در یک نسخه محدود منتشر شد و در ۲۴ ژوئیه ۲۰۱۵ توسط The Film Arcade ویدیویی به صورت ویدئو به‌درخواست منتشر شد.